# Moriyama-ku
Moriyama-ku (守山区?) è uno dei sedici quartieri amministrativi della città di Nagoya, in Giappone.